# André Deutsch
André Deutsch (15 novembre 1917 a Budapest – 11 d'abril de 2000 a Londres) era un editor britànic que va fundar una companyia editorial del mateix nom el 1951.
Deutsch va assistir a l'escola a Budapest, on va néixer, i a Viena. L'Anschluss el va portar a fugir d'Àustria perquè era jueu, i es va establir a la Gran Bretanya.
Després d'haver après el negoci de la publicació mentre treballava per a Francis Aldor (Aldor Publications, Londres), amb qui va ser internat a l'Illa de Man durant la Segona Guerra Mundial i que li havia introduït en la indústria, Deutsch va deixar l'ocupació d' Aldor després d'uns pocs mesos per continuar la seva pròspera carrera editorial amb la signatura de Nicholson & Watson. Allan Wingate, però després d'uns anys va ser forçat per un dels seus directors, Anthony Gibb. André Deutsch Limited va començar a operar el 1952.
La seva petita però influent editorial va funcionar fins a la dècada de 1980, i va incloure llibres de Jack Kerouac, Wole Soyinka, Earl Lovelace, Norman Mailer, George Mikes, V. S. Naipaul, Ogden Nash, Andrew Robinson, Philip Roth, Art Spiegelman, John Updike, Margaret Atwood, Charles Gidley Wheeler i Helene Hanff, i ara és una publicació de Carlton Publishing Group que va comprar l'empresa de Video Collection International Plc. La redactora dedicada de Deutsch era Diana Athill.
André Deutsch va morir a Londres l'11 d'abril de 2000, a l'edat de 82 anys.